# Herz-Jesu-Kirche (Zetel)
Die Herz-Jesu-Kirche in der Stadt Zetel im niedersächsischen Landkreis Friesland ist eine römisch-katholische Filialkirche der Pfarrei St. Bonifatius (Varel). Sie ist dem Patrozinium des Heiligsten Herzens Jesu geweiht und gehört zum Dekanat Wilhelmshaven im Bistum Münster. Das Gotteshaus ist eine Saalkirche im Stil der Moderne und bietet 140 Gläubigen Platz.

## Geschichte
Die in Zetel um 1200 gebaute Kirche St. Martin ist seit der Reformation im 16. Jahrhundert evangelisch-lutherisch. Seit 1921 feierte ein Geistlicher aus Varel die regelmäßigen Gottesdienste für die wenigen in der Region Zetel lebenden Katholiken in einem angemieteten Privathaus, das 1943 zu einer Kapelle erklärt wurde.
Nach dem Zweiten Weltkrieg fanden etwa 800 katholische Flüchtlinge und Vertriebene vor allem aus Schlesien eine neue Heimat in der Zeteler Diaspora. Die Betreuung übernahm ab 1946 ein aus Schlesien geflüchteter Pfarrer, der aus der Grafschaft Glatz stammte. Weil die Kapelle zu klein wurde und die Gottesdienste ab 1955 in der evangelischen Kirche in Zetel oder im Flüchtlingslager Fuhrenkamp stattfinden mussten, wünschten sich die im Seelsorgebezirk Zetel lebenden Katholiken ein eigenes Gotteshaus.
Die nach den Plänen des Architekten Erich Kosian (Zetel) 1958 gebaute Kirche ist ein weißer moderner Kalksteinbau im Siedlungsgebiet der Hasenweide. Der freistehende Kirchturm besteht nur aus einem dreieckigen pyramidenförmigen Gerüst und trägt drei Glocken. 1967 wurde die Seelsorgestelle Zetel zum Pfarrrektorat erhoben.
Die Gottesdienste mit dem zuständigen Pfarrer aus Varel werden in der Gegenwart nur einmal pro Monat in der Herz-Jesu-Kirche in Zetel gefeiert. Durch Fusion entstand am 2. Dezember 2007 die neue Kirchengemeinde St. Bonifatius (Varel) aus den Pfarreien Varel und Bockhorn, der Kapellengemeinde Zetel und dem Pfarrrektorat Jaderberg.
Am 1. Januar 2024 schlossen sich die Pfarreien St. Bonifatius (Varel), St. Willehad (Wilhelmshaven), St. Marien (Brake), St. Benedikt (Jever), St. Willehad (Wangerooge) sowie St. Willehad (Nordenham) zusammen zum Katholischen Kirchengemeindeverband „Pastoraler Raum Wilhelmshaven“.

## Orgel
In der Herz-Jesu-Kirche in Zetel steht eine Orgel (II+P/8), die 1973 von der Firma Matthias Kreienbrink (Osnabrück) gebaut wurde. 1996 erfolgte eine Reinigung und Überholung durch Orgelbau Alfred Führer (Wilhelmshaven).
Das Instrument besitzt zwei Manuale (C - f3) und ein Pedal (C - d1). Die Schleifladen-Orgel hat 8 Register. Die Spieltraktur und die Registertraktur sind mechanisch.